# Безноминальная марка

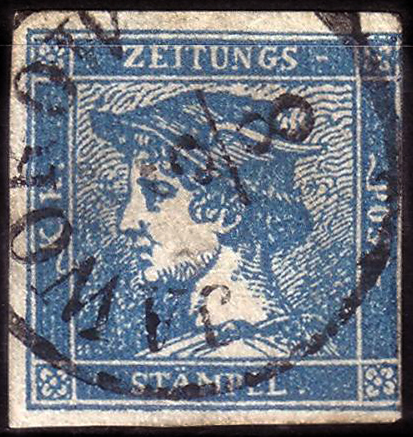
Первая безноминальная газетная марка, изданная в Австрии, — «Синий Меркурий» (1851)

Безномина́льная ма́рка, ма́рка без номина́ла, или безвалю́тная ма́рка, — знак почтовой оплаты, предназначенный для оплаты определённого почтового тарифа, на котором номинал в денежных единицах по разным причинам не обозначен.

## Описание
Данный вид знаков почтовой оплаты появился в связи со стремлением сэкономить на печати значительных тиражей марок низких номиналов из-за необходимости повышения номиналов старых выпусков (особенно во время инфляции).
Безноминальная марка остаётся пригодной для оплаты почтового отправления по соответствующему тарифу даже после увеличения самого тарифа.

## Терминология
Во многих англоговорящих странах такие марки называются знаками почтовой оплаты без указания стоимости (англ. «no-value indicator» (NVI) postage). К безноминальным маркам также относятся бесплатные (распространяемые в установленном порядке бесплатно) и некоторые разрешительные (контрольные) марки.

## Распространение
Среди многих государств и территорий, эмитировавших такие марки, можно назвать следующие: Австрия, Вьетнам, Израиль, Испания, Монако, Сингапур, Франция, Чехословакия, Швеция и др.
Ниже приводятся примеры безноминальных марок некоторых стран.
 Австрия
Газетные марки Австрии, изданные в 1851 году, не имели номинала. Вместо такового выступал цвет марок; их можно рассматривать в качестве первых безвалютных марок.
 Аргентина
Из клише марок Корриентеса, провинции Аргентины, номиналом в 1 реал выпуска 1856 года была вырезана в 1860 году указанная на них стоимость и оставлено пустое место. Напечатанные этим клише марки были в обращении до 1880 года, их условный номинал был 3 сентаво.
 Барбадос

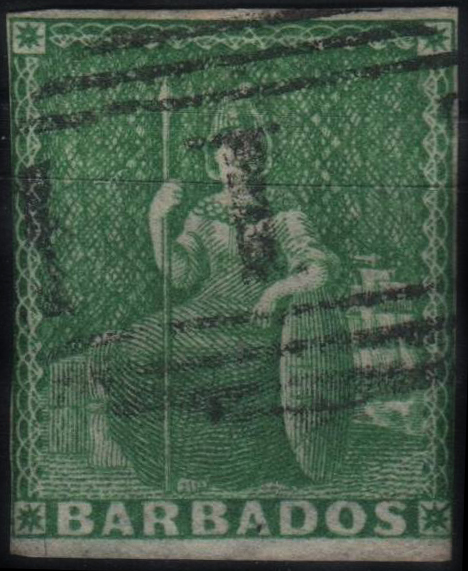
Первая марка Барбадоса — безноминальная, 1852(Mi #1)

До 1874 года Барбадос печатал безноминальные марки зелёного, синего и красного цветов, которые соответствовали номиналам в ½, 1 и 4 пенса.
 Вьетнам
Безвалютной была марка, которая вышла в Демократической Республике Вьетнам в 1959 году; на ней было изображение значка инвалида войны.
 Египет

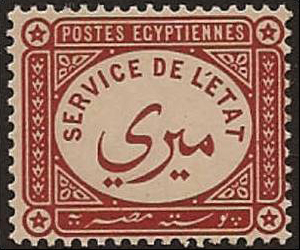
Первая служебная марка Египта, 1893(Mi #1)

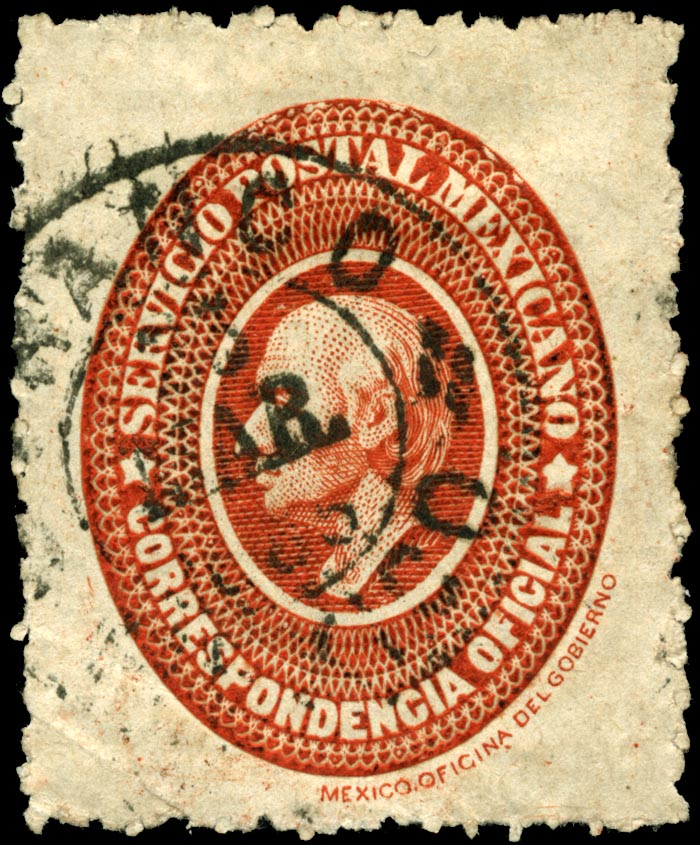
Первая служебная марка Мексики, 1884(Mi #I)

В 1893 году в Египте, в то время провинции Османской империи, была введена в обращение служебная марка без указания номинала. Её стоимость была 1 пиастр.
 Израиль
В 1980-е годы безноминальные марки появлялись в Израиле. Это было вызвано высокими темпами инфляции, в связи с чем производились частые изменения тарифов на почтовые услуги.
 Ионическая республика
Ионическая республика, созданная на Ионических островах и находившаяся под протекторатом Великобритании, выпустила первые марки в 1859 году. На миниатюрах был помещён портрет королевы Виктории в овале. Номинал марок оранжевого цвета составлял ½ пенни, тёмно-синего — 1 пенни, карминового — 2 пенса.
 Испания
Четыре различные служебные марки, выпущенные в Испании в 1854 году в прямоугольном формате и в 1855 году — в овальном, не имеют указания номинала. На них указан лишь вес писем, для которых марки предназначались: ½, 1 и 4 унции и 1 фунт.
В 1896 и 1898 году были выпущены две марки для использования депутатами Конгресса, которые имели право бесплатной пересылки корреспонденции. Отсюда другое название этих марок — «парламентские». Они также входят в разряд марок без указания стоимости.
В 1916 году вышла серия из восьми безноминальных парламентских марок Испании к 300-летию со дня смерти Мигеля Сервантеса.
 Мексика

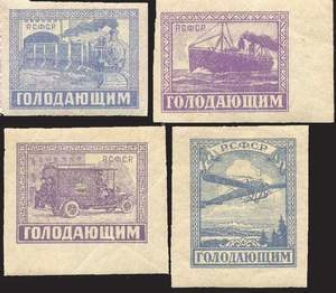
Серия из четырёх марок РСФСР «Почтово-благотворительный выпуск в помощь населению, пострадавшему от неурожая», 1922. Серия вышла без указания номинала, хотя каждая марка продавалась по 25 рублей

Служебная марка с портретом Мигеля Идальго-и-Костильи, находившаяся в Мексике в обращении с 1884 по 1894 год и часто менявшая свой цвет и перфорацию, не имела обозначения номинала.
  Россия
В истории российской почтовой связи марки без номиналов выходили в тех случаях, когда почтовые тарифы подлежали изменению и не могли быть определены заранее. Это происходило в периоды сильной инфляции — после Октябрьской революции и распада Советского Союза.
В первом случае примером безноминальных марок может служить серия РСФСР «Голодающим» (ЦФА [АО «Марка»] № 50—53), отпечатанная в ноябре 1922 года в помощь населению Поволжья, пострадавшему от неурожая. Во втором случае в обращении появлялись безноминальные провизории.

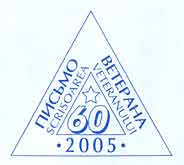
Безноминальная марка Молдовы на «Письме ветерана» (2005)

К особой категории безноминальных знаков почтовой оплаты России относятся бесплатные письма для ветеранов Великой Отечественной войны. Так, накануне 55-летия Дня Победы в 2000 году каждому ветерану в рамках благотворительной акции вручались специальные бесплатные конверты, на которых вместо марки был напечатан треугольник с надписью «Письмо ветерана 2000» по сторонам и цифрой «55» посередине. Одновременно похожие безноминальные конверты были изданы почтовыми ведомствами Армении, Казахстана, Кыргызстана, Молдовы и Узбекистана. Акция повторялась в 2005 году.
 Сент-Люсия
До 1881 года ни одна из выпущенных в Сент-Люсии марок не имела обозначения номинала. Стоимость красных и чёрных марок равнялась 1 пенни, синих и жёлтых — 4 пенса, зелёных, фиолетовых и лиловых — 6 пенсов, оранжевых — 1 шиллингу.
 США

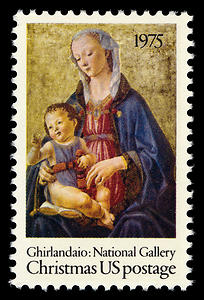
Первая безноминальная марка США «Рождество: Мадонна с Младенцем» 1975, 10 центов)(Sc #1579)

Начало практике безноминальных марок в США было положено в 1975 году, когда по мере приближения конца года оставалась неопределённость в отношении сроков и размеров повышения действующего почтового тарифа в 10 центов за первую унцию веса почтового отправления первого класса. Рождественские марки (Sc #1579, 1580) были сделаны без указания номинала, давая Почтовой службе США возможность не перепечатывать сотни миллионов марок нового номинала. Повышение тарифа до 13 центов произошло сразу после Рождества.
 Чехословакия
В Чехословакии марка без номинала вышла в апреле 1945 года и была посвящена освобождению этой страны от гитлеровской оккупации.
 Швеция
В 1856 году была издана специальная марка местной почты без указания номинала для писем, посылаемых в пределах Стокгольма, тираж которой допечатывался в 1868 и 1871 годах и которая была изъята из обращения в 1910 году. По каталогу «Фацит», марка обозначена в общем списке выпусков шведских почтовых марок под № 6. Аналогичная марка (также без номинала) была эмитирована в 1862 году; в каталоге «Фацит» она стоит под № 13 и названа как «провизорий типа местной марки» (provisional stamp of local stamp type).
В 1929, 1930, 1939—1940, 1941—1942 и 1943—1960 годах шведская почта вводила в обращение так называемые ответные марки для воинских писем (швед. Svarsmärken från militärbrev). Безноминальная марка для ответного письма печаталась на внутренней стороне клапана конверта, который мог быть послан военнослужащему. При получении письма марку вырезали из клапана и приклеивали на другой, ответный, конверт.

## Буквенное обозначение номинала
Особую категорию составляют знаки почтовой оплаты с литерным и иным обозначением номинала, то есть без указания номинальной стоимости, выраженной в денежных единицах. В последнее время к ним прибегает всё большее число стран, например Аландские острова, Беларусь, Бельгия, Великобритания, Казахстан, Канада, Норвегия, Россия, США, Украина, Финляндия и др.
 Беларусь

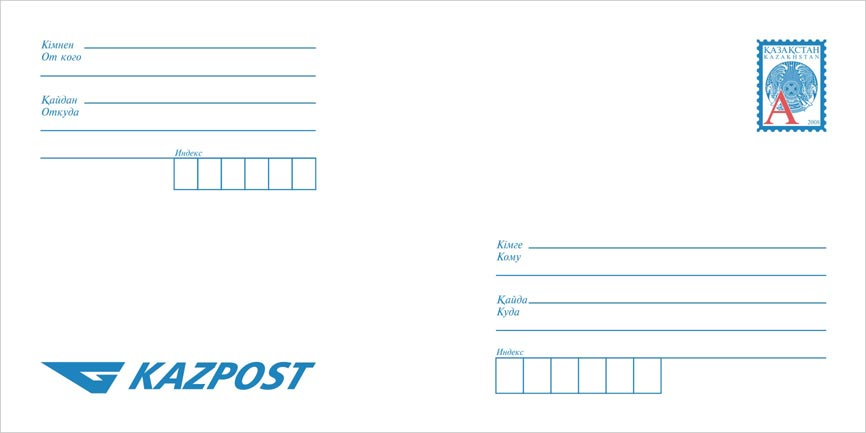
Маркированный конверт Казахстана с напечатанной маркой с литерой «A» (2008)

Первая марка с литерой вместо номинала была выпущена в Беларуси в феврале 1996 года и представляла собой надпечатку литерного номинала «В» на марке первого стандартного выпуска в 1 рубль. На момент выпуска марки номинал «В» был равен 200 рублям. В марте 1996 года к ней добавилась марка с надпечаткой литерного номинала «А» (на момент выпуска равного 400 рублям) на 25-рублевой марке первого стандартного выпуска. С 2000 года марки с литерным номиналом издаются регулярно.
Ниже перечислены литерные номиналы на белорусских марках (в порядке их хронологического появления):
«В» — соответствует тарифу на пересылку почтовой карточки в пределах Республики Беларусь. По состоянию на 1 марта 2016 года, равняется 3600 белорусских рублей. Стандартные марки с литерой «В» издавались в 1996, 2000, 2002, 2004, 2006, 2007 и 2008 годах. Цельные вещи с литерой «В» выпускаются с 1998 года. С 2012 года, после того как были уравнены тарифы на пересылку письма и почтовой карточки по Беларуси, литера «В» стала проставляться только на маркированных цельных вещах.
«А» — соответствует тарифу на пересылку простого письма до 20 граммов в пределах Республики Беларусь. По состоянию на 27 января 2019, равняется 48 белорусских копеек. Стандартные марки с литерой «А» издавались в 1996, 2000, 2002, 2004, 2006, 2007, 2008, 2012 и 2014 годах, художественные — в 2005, 2010, 2011, 2014—2019 годах (по состоянию на 27 января 2019 года), цельные вещи с литерой «А» выпускаются с 1996 года
«С» — ранее соответствовала специальному тарифу для пересылки корреспонденции в пределах СНГ. Стандартные марки с литерой «С» издавались в 2002 и 2004 годах (в 2009 году марка 2004 года была переизадана). В 2009 году специальный тариф для корреспонденции в пределах СНГ был отменен, а марки «С» были переоценены и приравнены к маркам «Р». По состоянию на 27 января 2019 года, номинальная стоимость марок «С» составляет 1 рубль 74 копейки
«Н» — соответствует тарифу на пересылку простого международного неприоритетного письма до 20 грамм. По состоянию на 27 января 2019 года равняется сумме в 1 рубль 56 копеек. Стандартные марки с литерой «Н» издавались в 2002, 2004, 2006, 2008, 2012 и 2014 годах, художественные — в 2005 и 2010—2019 годах (по состоянию на 27 января 2019 года).
«Р» — соответствует тарифу на пересылку простого международного приоритетного письма до 20 грамм. По состоянию на 27 января 2019 года, равняется сумме в 1 рубль 74 копейки. Стандартные марки с литерой «Р» выпускались в 2004, 2012 и 2014 годах, художественные — в 2005 и 2010—2019 годах (по состоянию на 27 января 2019 года), цельные вещи с литерой «Р» выпускаются с 2005 года.
«N» — соответствует тарифу на пересылку международной неприоритетной почтовой карточки. По состоянию на 27 января 2019 года, равняется сумме в 1 рубль 20 копеек. Стандартные марки с литерой «N» выпускались в 2012 и 2014 годах, художественные — выпускаются в 2012—2019 годах.
«М» — соответствует тарифу на пересылку международной приоритетной почтовой карточки. По состоянию на 27 января 2019 года, равняется 1 рублю 44 копейкам. Стандартные марки с литерой «М» выпускались в 2012 и 2014 годах, художественные — выпускаются в 2012—2019 годах.
Приказ Министерства связи Республики Беларусь от 25 февраля 1998 года № 33 «Об утверждении Положения о знаках почтовой оплаты и специальных почтовых штемпелях Республики Беларусь» регламентирует издание почтовых знаков с литерами вместо номинала:

4.4. В соответствии со Всемирной почтовой конвенцией на почтовых марках и блоках Республики Беларусь обязательно размещаются следующие служебные надписи: название государства «Беларусь» на белорусском языке и латинскими буквами «BELARUS», номинал и год выпуска арабскими цифрами. В случае необходимости, допускается издание знаков почтовой оплаты с литерным обозначением номинала.

 Великобритания

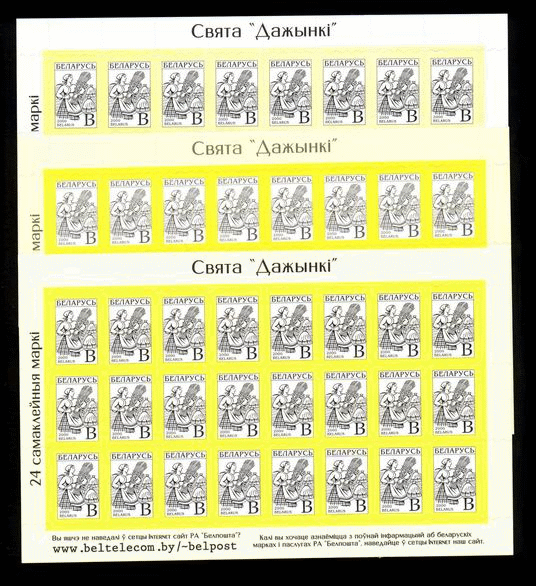
Листы чистых марок Беларуси (2000, литера «В»)

Марки с нетрадиционным указанием номинала в Великобритании впервые появились в 1989 году для внутренних почтовых отправлений, частично в стремлении решить проблему быстрого роста почтовых тарифов.
С этой целью почтовым ведомством страны была подготовлена серия марок типа «Машен» с текстовыми обозначениями номинала «1ST» («первый») и «2ND» («второй»), что обозначало не стоимость, а класс почтового отправления. С тех пор появился целый ряд подобных марок, предназначенных для международных и европейских отправлений, для отправлений разного веса, для почтовых открыток. В 1995 году Всемирный почтовый союз разрешил использование таких марок в международном сообщении.
 Канада

Цельная вещь Королевской почты Великобритании с напечатанным знаком почтовой оплаты, имеющим вместо номинала обозначение «1» («первый класс»)

Марки Канады, не содержащие привычное цифровое указание номинала, называются «постоянными» (англ. «Permanent»). Это название является товарным знаком и охраняется законом.
Объявляя о своём решении ввести подобный знак почтовой оплаты в 2006 году, канадская почта отметила, что ей пришлось напечатать более 60 миллионов одноцентовых марок после последнего повышения цен в 2005 году. На марке нанесена прописная белая литера «P» на фоне красного кленового листа, который в свою очередь обрамлён белым кругом.
Программы эмиссии марок с литерным указанием номинала в Канаде и США практически одинаковы и предназначены для обычных почтовых отправлений первого класса. Одной такой марки достаточно для оплаты стоимости пересылки стандартного письма весом до 30 г в Канаде и до 1 унции (28 г) в США.
 Россия
Начиная с 1994 года, Почтой России стали издаваться почтовые конверты и карточки с литерными почтовыми марками без номинала. На российских маркированных цельных вещах указываются литеры «А» — для отправки простого письма, весом до 20 г, и «В» — для оплаты пересылки почтовой карточки.
1 сентября 2011 года на территории РФ ввели в почтовое обращение новый государственный знак почтовой оплаты (ГЗПО) — литеру «D». Номинал соответствует оплате пересылки заказного письма по России весом до 20 г.
Все литеры учитываются в оплате при пересылке отправлений по России и за границу, при условии доклеивания марок до действующего тарифа.
 США
Марки с буквенными номиналами

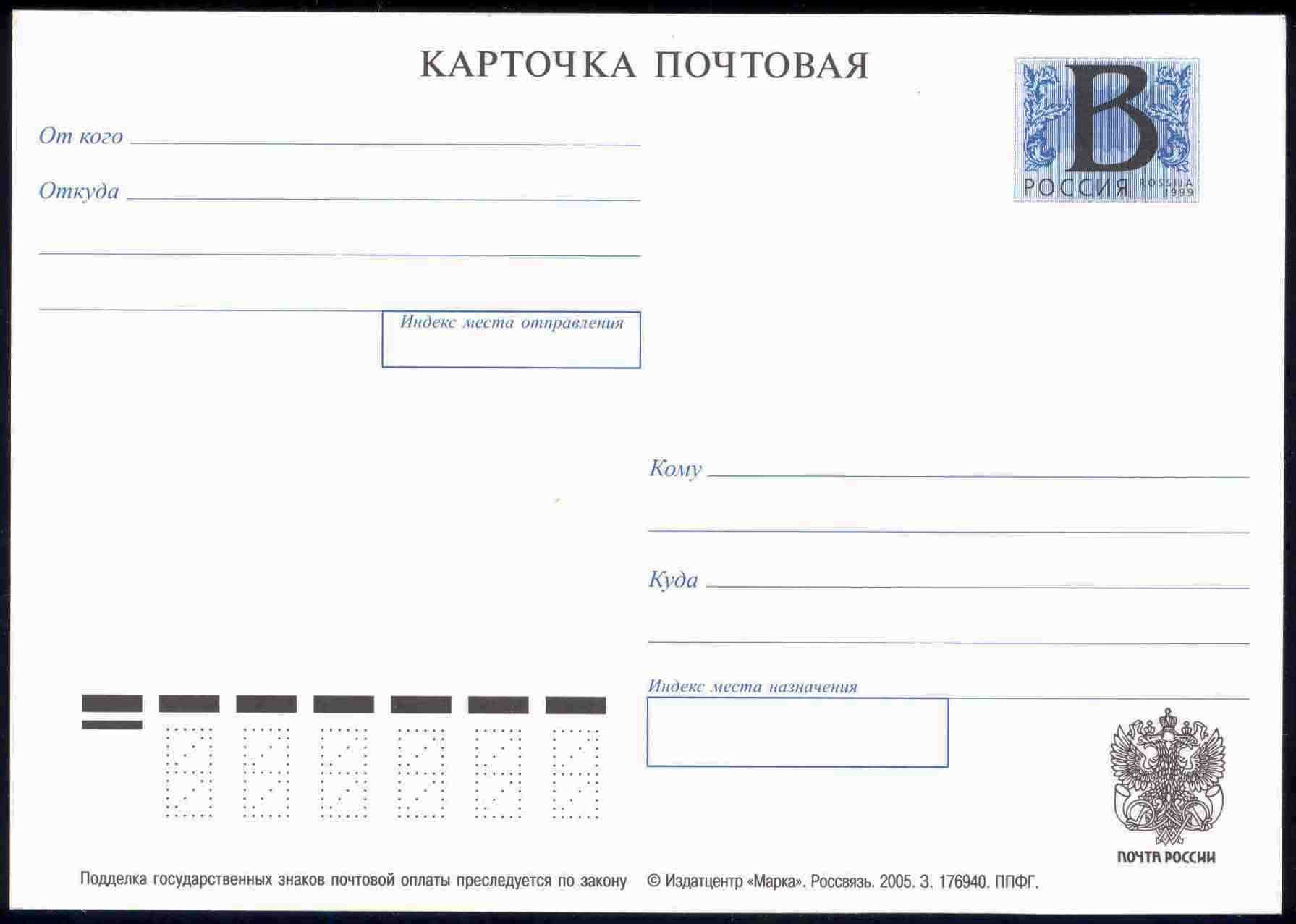
Стандартная маркированная почтовая карточка России (2005) с напечатанной маркой с литерой «B» (1999)

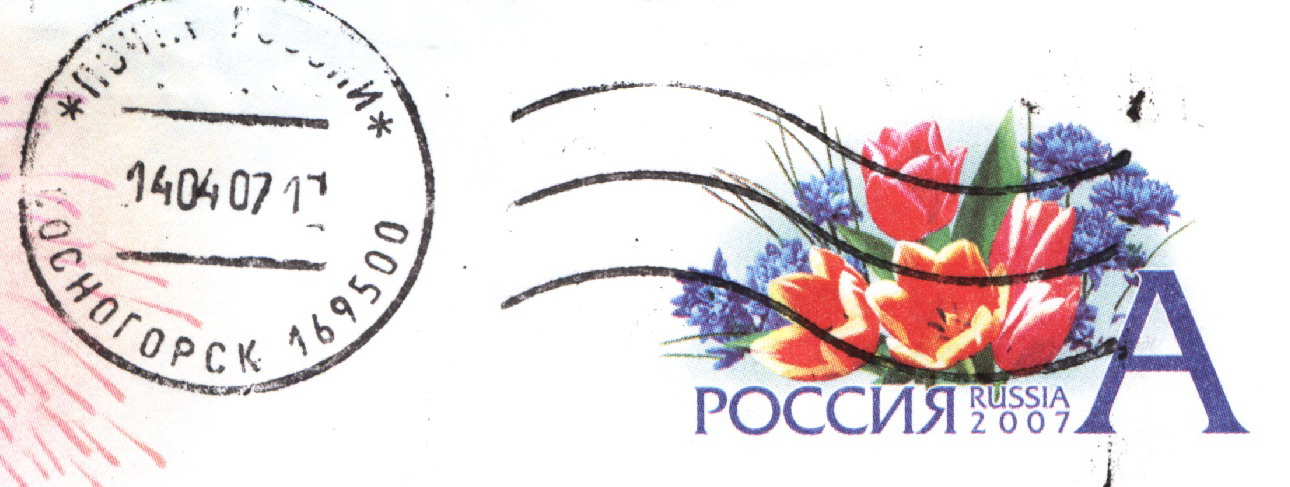
Фрагмент конверта России, прошедшего почту, с напечатанной оригинальной маркой с литерой «А», и выпущенного ко Дню Победы (2007)

Стоимость марки США категории «A»(Sc #1736), выпущенной 22 мая 1978 года, составляла 15 центов

С 1978 года США стали производить марки с буквенными обозначениями номиналов, начиная с литеры «A» (Sc #1735, 1736), «B» (Sc #1818—1820) и так далее, в связи с изменением почтовых тарифов. Когда счёт дошёл до буквы «H» (Sc #3257, 3258, 3260, 3264—3269), от такой практики отказались и вместо этого стали указывать класс почтового отправления (например, «первый класс»), для оплаты которого предназначалась марка.
В конце XX — начале XXI века некоторые знаки почтовой оплаты США продолжали отличаться от эмиссий других стран. К примеру, марки, предназначенные для оплаты местных тарифов или тарифов оптовой рассылки почтовых отправлений по сниженным тарифам, выходили без обозначения номинала, но с поясняющими надписями, и сохраняли свою первоначальную стоимость.

Почтовые марки США для Массовая рассылка, номинал которых предопределён соответствующей надписью

Некоторые почтово-благотворительные (или полупочтовые) марки США также имели такую особенность в течение ряда лет. В частности, в 1998 году вышла марка (Sc #B1), посвящённая научным исследованиям в области рака молочной железы.
«Вечные» марки
В 2006 году Почтовая служба США обратилась в правительство за разрешением выпустить марку, аналогичную таковым Великобритании для почтовых отправлений первого класса, но названную «вечной» маркой.
26 марта 2007 года Почтовая служба США объявила о первой такой марке, которая поступила в продажу 12 апреля 2007 года по цене 41 цент (Sc #4125—4128). Первой «вечной маркой» без указания номинала, выпущенной Почтовой службой США, стала марка «Колокол Свободы» (Liberty Bell), на которой значится: «USA First-Class Forever» («США — Первый класс — Вечно»). Однако в американской прессе раздавались и критические замечания по поводу этого новшества.
 Украина

«Вечная» марка «Колокол Свободы»(Sc #4127), имеющая тариф «First-Class Forever» и погашенная почтовым штемпелем с текстом, на прошедшем почту письме (США, 2008)

Применение литер для обозначения номинала распространено в практике издания знаков почтовой оплаты Украины начиная с 1993 года. Так, в условиях инфляции серия стандартных марок 1993—1996 годов печаталась первоначально с номиналом в цифрах, а в дальнейшем выпускалась с буквенными номиналами.
Ниже указана номинальная стоимость безноминальных украинских марок (по состоянию на апрель 2015 год):
| Марки, номинированные в гривнах:      | I — 1 копейка; З — 3 копейки; В — 10 копеек; Д — 30 копеек; Е — 70 копеек; L — 4 гривны 40 копеек      |
| Марки, номинированные в долларах США: | N — 60 центов; С — 70 центов; Є — 70 центов; G — 80 центов; R — 90 центов; Ж — 1 доллар; Р — 2 доллара |

| [[Файл:Марка Украины, Д, 1994.jpg\|thumb\|center\|180px\|Стандартная марка Украины с литерой «Д» (1994)]] |

 Швеция

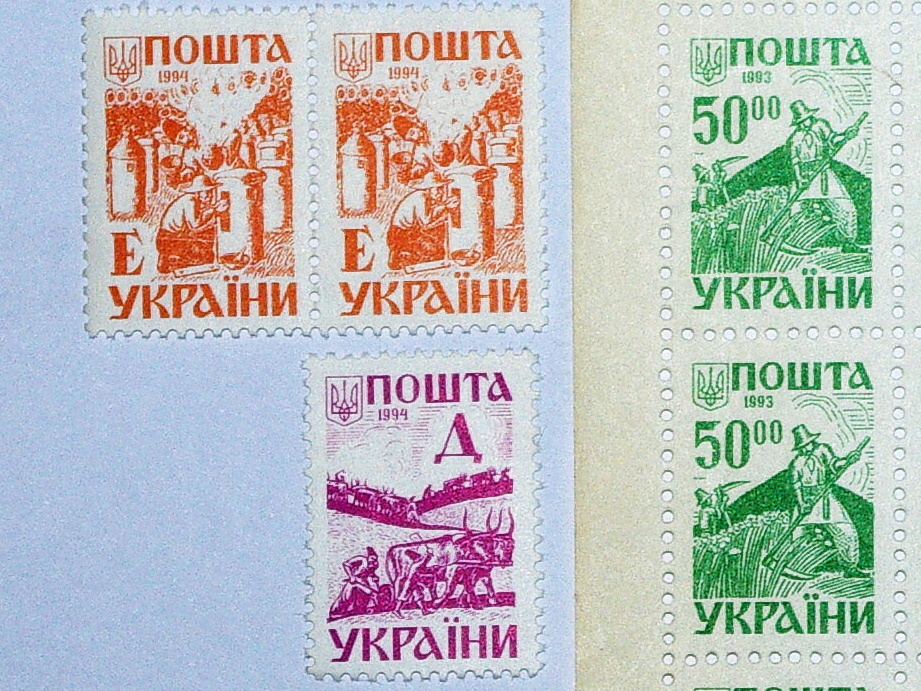
Украинские безноминальные марки: стандартные марки с буквенными и цифровыми номиналами (1993—1994)

В последнее время почтой этого государства используются в обращении марки с надписью, определяющей тип почтового отправления, для оплаты которого предназначена марка: швед. «Brev» — для внутреннего письма 1-го класса, «Ekonomi brev» — для внутреннего письма 2-го класса.

## Марки печатающих автоматов
В ряде стран в специальных автоматах марки продаются с номиналами, которые печатаются по выбору покупателя путём набора цифр на клавиатуре, так называемые марки печатающих автоматов.